# Алленштайн (административный округ)
Административный округ Алленштайн (нем. Regierungsbezirk Allenstein) — административно-территориальная единица второго уровня в Пруссии, существовавшая в 1905—1945 годы. Округ был создан из южных районов двух соседних округов Кёнигсберг и Гумбиннен и стал третьим округом в провинции Восточная Пруссия. На востоке и юге округ Алленштайн также граничил с Российской империей (позже с Польшей и Литвой) и на западе — с прусской провинцией Западная Пруссия. Административный центр округа располагался в городе Алленштайн (ныне польский город Ольштын). Сегодня территория округа полностью расположена в Польше и является основной частью Варминьско-Мазурского воеводства.

## История
Алленштайнский округ был образован в 1905 году как третий округ в составе провинции Восточная Пруссия с целью экономического и культурного стимулирования Мазурии из девяти южных районов округов Кёнигсберг (районы Алленштайн, Ниденбург, Ортельсбург, Остероде и Рёсель) и Гумбиннен (районы Йоханнисбург, Лётцен, Люк и Зенсбург). В 1910 году город Алленштайн был выделен из одноимённого района в самостоятельный городской район.
По решениям Версальского договора 1 января 1920 года Германия вынуждена была отдать Польше часть района Найденбург (так называемую область Зольдау). Кроме того, 11 июля 1920 года в результате референдума Польше отошли также и несколько поселений района Остероде.
После оккупации Польши Третьим рейхом Зольдау был возвращён в состав района Найденбург округа Алленштайн в ноябре 1939 года.
После Второй мировой войны территория округа полностью перешла под польское управление. На основной его территории было образовано Ольштынское воеводство (область Зольдау была возвращена в виде Дзялдовского повята в Варшавское воеводство), а район Люк — в виде Элкского повята в Белостокское воеводство. После последней административной реформы 1999 года вся территория бывшего округа Алленштайн является частью Варминьско-Мазурского воеводства.

## Административное деление
Список районов округа Алленштайн с указанием их районных центров:
- Городские районы
  - городской район Алленштайн (с 1910)
- Сельские районы
  - сельский район Алленштайн, адм. центр — Алленштайн
  - район Найденбург, адм. центр — Найденбург
  - район Ортельсбург, адм. центр — Ортельсбург
  - район Остероде, адм. центр — Остероде-ин-Остпройсен
  - район Рёссель, адм. центр — Бишофсбург
  - район Йоханнисбург, адм. центр — Йоханнисбург
  - район Лётцен, адм. центр — Райн
  - район Люк, адм. центр — Люк
  - район Зенсбург, адм. центр — Зенсбург

## Главы округа
Главой округа в Пруссии являлся «регирунгспрезидент» (нем. Regierungspräsident). В разные годы во главе округа Алленштайн стояли:
- 1905—1907: Вильгельм фон Хегель
- 1907—1908: Фридрих Карл Грамш
- 1908—1917: Ханс фон Хеллманн
- 1918—1924: Маттиас фон Оппен
- 1924—1932: Макс фон Руперти
- 1933—1945: Карл Шмидт

## Население
|                 | Административный округ Алленштайн | Административный округ Алленштайн | Административный округ Алленштайн | Административный округ Алленштайн |
| --------------- | --------------------------------- | --------------------------------- | --------------------------------- | --------------------------------- |
| Год             | 1910                              | 1925                              | 1933                              | 1939                              |
| Население, чел. | 518.682                           | 540.287                           | 552.541                           | 568.024                           |

Распределение населения в округе Алленштайн по языкам на 1910 год:
| Перепись 1910 года                | Население | Немецкое | Немецкое | Мазурское | Мазурское | Польское | Польское | Двуязычное | Двуязычное |
| Административный округ Алленштайн | 543.469   | 274.320  | 50,48 %  | 175.016   | 32,20 %   | 73.154   | 13,46 %  | 19.532     | 3,59 %     |
| --------------------------------- | --------- | -------- | -------- | --------- | --------- | -------- | -------- | ---------- | ---------- |
| Алленштайн городской              | 33.077    | 29.344   | 88,71 %  | 99        | 0,30 %    | 2.249    | 6,80 %   | 1.325      | 4,01 %     |
| Алленштайн сельский               | 57.919    | 22.825   | 39,41 %  | 520       | 0,90 %    | 32.766   | 56,57 %  | 1.782      | 3,08 %     |
| Йоханнисбург                      | 51.399    | 16.379   | 31,87 %  | 29.141    | 56,70 %   | 4.203    | 8,18 %   | 1.620      | 3,15 %     |
| Лётцен                            | 41.209    | 26.352   | 63,95 %  | 11.412    | 27,69 %   | 1.595    | 3,87 %   | 1.802      | 4,37 %     |
| Люк                               | 55.579    | 27.138   | 48,83 %  | 19.407    | 34,92 %   | 6.348    | 11,42 %  | 2.590      | 4,66 %     |
| Найденбург                        | 59.416    | 20.871   | 35,13 %  | 25.150    | 42,33 %   | 10.462   | 17,61 %  | 2.645      | 4,45 %     |
| Ортельсбург                       | 69.935    | 20.218   | 28,91 %  | 43.513    | 62,22 %   | 3.390    | 4,85 %   | 2.463      | 3,52 %     |
| Остероде                          | 74.666    | 43.508   | 58,27 %  | 26.695    | 35,75 %   | 2.130    | 2,85 %   | 2.279      | 3,05 %     |
| Рёссель                           | 50.472    | 43.189   | 85,57 %  | 48        | 0,10 %    | 6.512    | 12,90 %  | 1,42 %     | 1,42 %     |
| Зенсбург                          | 50.097    | 24.496   | 48,90 %  | 19.031    | 37,99 %   | 3.499    | 6,98 %   | 2.310      | 4,61 %     |

В 1925 году из 540290 человек родным языком называло мазурский 40200 жителей, а польский — 13700 человек.